# Мовчан Євгеній Михайлович
Євгеній Михайлович Мовчан — молодший сержант Збройних сил України, учасник російсько-української війни, що загинув у ході російського вторгнення в Україну в 2022 році.

## Життєпис
Євгеній Мовчан народився 1 квітня 1974 року на Чернігівщині. Відслуживши у лавах Збройних сил Україні до військового звання молодшого сержанта пішов у запас. З початком повномасштабного військового вторгнення РФ в Україну 28 лютого добровольцем пішов захищати своє місто. Військову службу проходив у складі 21-го окремого мотопіхотного батальйону «Сармат» 56-тої окремої мотопіхотної бригади. Перший бій прийняли, обороняючи село Лукашівку Чернігівського району. Кривава та важка різня забрала до десяти воїнів, ще більше було поранено. Потім були бої за Количівку, Новоселівку та на околицях Чернігова. Точних даних про загибель відважного воїна немає. Він загинув під Новоселівкою 15-20 березня 2022 року. Тіло Євгенія Мовчана довго не могли поховати, через окупацію Чернігівщини. Потім довго тривала ідентифікація тіл загиблих. Прощання із трьома загиблими військовослужбовцями (крім Євгенія Мовчана, це — Олександр Івашина (загинув на третій день повномасштабного вторгнення росіян) та Юрій Тарасенко) відбулося у Чернігові 18 квітня 2022 року. Хоробрих захисників Чернігова поховали в Ялівщині.

## Нагороди
- Орден «За мужність» III ступеня (2022, посмертно) — за особисту мужність і самовіддані дії, виявлені у захисті державного суверенітету та територіальної цілісності України, вірність військовій присязі [2].